# حسن‌آباد مولوی
حسن‌آباد مولوی یا حسن‌آباد روستایی در دهستان جامرود بخش مرکزی شهرستان تربت جام استان خراسان رضوی ایران است.

## جمعیت
بر پایه سرشماری عمومی نفوس و مسکن در سال ۱۳۹۵ جمعیت این روستا ۱٬۲۶۱ نفر (۳۱۵خانوار) بوده‌است.